# タグチ工業
 株式会社タグチ工業 （たぐちこうぎょう、英: Taguchi Industrial Co.,Ltd.）は、岡山県岡山市北区に本社を置く建設機械アタッチメント製造販売を行う会社である。

## 沿革
出典:
- 1957年 6月 - 岡山市厚生町で、山陽熔接工業所を創業。
- 1962年 7月 - 法人化。有限会社山陽熔接工業所を設立。
- 1962年 8月 - 岡山市久米へ工場移転。
- 1970年10月 - 岡山市今保へ工場移転。
- 1985年 4月 - 株式会社タグチ工業へ社名、組織変更。
- 1990年 2月 - 平野工場を新設。
- 1991年 9月 - 本社社屋及び工場新築移転。
- 1998年10月 - 久米工場を新設。
- 2003年 9月 - 本社東工場を新設。
- 2004年 9月 - 川越工場を新設。
- 2005年 8月 - 油機工場を新設。

## 生産拠点
- 岡山県岡山市
  - 本社
  - 本社工場
  - 今保工場
  - 久米工場
  - 平野工場

- 埼玉県川越市
  - 川越工場

## 出演
- 2011年 - 3月7日、フジテレビ「ほこ×たて」[2]
- 2011年 - 12月18日、フジテレビ「ほこ×たて」[2]
- 2012年 - 9月23日、フジテレビ「ほこ×たて」[3]
- 2013年 - 4月21日、フジテレビ「ほこ×たて」[4]